# Сверхизлучение
Сверхизлучение — в атомной физике — кооперативное излучение, возникающее вследствие самопроизвольного зарождения и усиления корреляций первоначально независимых атомов c инверсной заселённостью верхнего энергетического уровня. В астрофизике — явление усиления отраженной от вращающейся чёрной дыры волны.

## В атомной физике

### Механизм сверхизлучения
Рассмотрим атомы вещества с двумя энергетическими уровнями. Предположим, что на уровень с энергией {\displaystyle E_{2}}
переведено {\displaystyle N_{2}} атомов. Если это число меньше порогового значения {\displaystyle N_{c}}, то сверхизлучения нет,
а происходят обычные спонтанные переходы в состояние с энергией {\displaystyle E_{1}} с характерным временем {\displaystyle \tau _{0}}.
При этом интенсивность излучения составляет{\displaystyle I\approx NI_{0}}, где {\displaystyle I_{0}=\hbar \omega _{0}/\tau _{0}} -
интенсивность излучения изолированного
атома, {\displaystyle \omega _{0}=(E_{2}-E_{1})/\hbar } — частота излучения. При {\displaystyle N_{2}>N_{c}} возникает явление сверхизлучения.
Излучение становится резко анизотропным и представляет собой короткий мощный импульс сверхизлучения с длительностью
{\displaystyle \tau _{c}={\frac {\tau _{0}}{N}}} и интенсивностью {\displaystyle I\approx N^{2}I_{0}} испускаемый по истечении времени
{\displaystyle t_{0}\approx \tau _{s}\ln N}. Явление сверхизлучения объясняется тем, что между фазами и амплитудами различных атомов возникает
корреляция и в случае сверхизлучения все атомы вещества излучают как один большой диполь. В телах, с размерами много большими,
чем длина волны излучения, условия осуществления явления сверхизлучения имеют вид: {\displaystyle \tau _{s}={\frac {\tau _{0}}{\phi }},\phi ={\frac {nLc^{2}}{\omega _{0}^{2}}}\gg 1},
где n — плотность возбуждённых атомов.

### История
Возможность сверхизлучения была впервые предсказана американским физиком Р. Дикке в 1954 г. Впервые это явление было обнаружено в 1973 г. В качестве излучающего тела использовался фтористый водород HF. Для накачки использовалось излучение от лазера с длиной волны 2,5 мкм. Длительность импульса сверхизлучения составляла 100 нс.

## В астрофизике
В астрофизике сверхизлучением называется явление усиления падающих на вращающуюся чёрную дыру волн. Впервые явление усиления волн вращающимися чёрными дырами было предсказано Я. Б. Зельдовичем

### Объяснение
Явление сверхизлучения в астрофизике объясняется взаимодействием падающей волны с вращающейся чёрной дырой. В результате этого взаимодействия изменяются масса, угловой момент и электрический заряд вращающейся чёрной дыры. В некоторых случаях возможно уменьшение массы чёрной дыры и за счёт этого рассеянная чёрной дырой волна обладает большей энергией, чем падающая. Данный эффект похож на эффект усиления волн вращающимися поглощающими телами;